# Stenosmylus stenopterus
Stenosmylus stenopterus is een insect uit de familie watergaasvliegen (Osmylidae), die tot de orde netvleugeligen (Neuroptera) behoort. 
Stenosmylus stenopterus is voor het eerst wetenschappelijk beschreven door McLachlan in 1867. De soort komt voor in het zuidoosten van Australië.